# USS Sea Devil (SS-400)
Za druga plovila z istim imenom glejte USS Sea Devil.
USS Sea Devil (SS-400) je bila jurišna podmornica razreda balao v sestavi Vojne mornarice Združenih držav Amerike.
Med drugo svetovno vojno je podmornica opravila 5 bojnih patrulj; sodelovala pa je tudi v korejski vojni